# Anactoria (Safo)

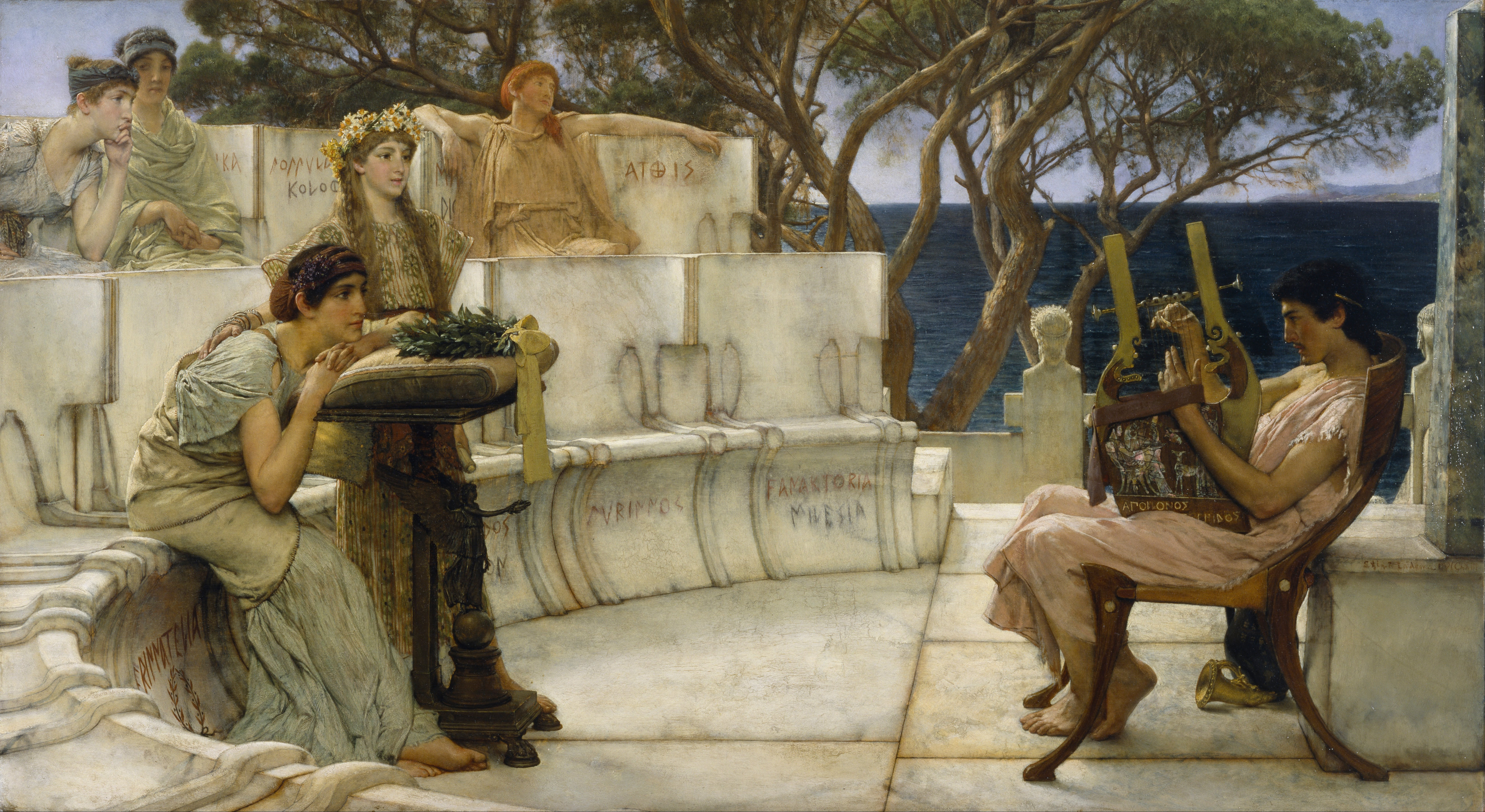
Safo y Alceo (1881), pintado por Lawrence Alma-Tadema. El nombre de Anactoria se puede ver cerca del centro de la pintura.

Anactoria o Anaktoria, en griego antiguo Ἀνακτορία es una mujer mencionada en la obra de poetisa griega Safo. Safo, que escribió a finales del siglo VII y principios del VI a. C., nombra a Anactoria como el objeto de su deseo en un poema numerado como fragmento 16. Otro de sus poemas, el fragmento 31, se ha titulado tradicionalmente "Oda a Anactoria", aunque no aparece su nombre. Tal como la retrata Safo, es probable que Anactoria fuera una amiga aristocrática suya, en edad de casarse. También se ha argumentado que el nombre "Anactoria" era un seudónimo, tal vez de una mujer llamada Anagora de Mileto, o una creación de la imaginación de Safo.
"Anactoria" del poeta inglés Algernon Charles Swinburne se publicó en su poemario de 1866, Poems and Ballads. El poema está escrito desde el punto de vista de Safo, quien se dirige a Anactoria en un largo monólogo escrito en pareados de pentámetro yámbico. El monólogo expresa el deseo de Safo en términos sexualmente explícitos; primero rechaza el arte y los dioses por su amor aunque después cambia su postura y afirma que la rechaza en favor de la poesía. Este poema causó escándalo al abordar abiertamente temas que entonces eran tabú, como el lesbianismo y el disteísmo. Anactoria apareció más tarde en una obra de teatro de 1896 de H.V. Sutherland y en 1961 en "Tres cartas a Anaktoria" de Robert Lowell, en la que un hombre anónimo la ama antes de pasar su amor a Safo.

## En Safo
Safo compara su deseo por Anactoria, descrita como ausente, con el de Helena de Troya por Paris. Un segundo poema, el fragmento 31, se llama tradicionalmente "Oda a Anactoria", aunque no aparece su nombre. También se ha especulado que Anactoria puede ser el personaje sin nombre del fragmento 96, escrito para otra de las compañeras femeninas de Safo, posiblemente Atthis. En ese poema, Safo afirma que el personaje anónimo todavía "piensa en [Safo] constantemente" a pesar de vivir lejos, en la ciudad de Sardis. 
Safo describe su manera de caminar como atractiva y su rostro como amarychma, una palabra que indica belleza en el movimiento. Basándose en sus alusiones a otras obras literarias, en particular las de Hesíodo, el término también puede indicar que Anactoria era una joven virgen en edad de casarse.  Se considera generalmente que la Anactoria retratada en la obra de Safo era una seguidora de Safo, que educaba a muchachas aristocráticas con el objetivo de prepararlas para el matrimonio.
Una referencia a "Anagora" en la enciclopedia bizantina del siglo X, Suda, generalmente se ha considerado que se refiere a Anactoria; el nombre "Anagora" ha sido interpretado como un error en los manuscritos, o alternativamente por Denys Page como el nombre real de "Anactoria", a quien Page conjetura que Safo le dio un seudónimo para proteger su identidad y reputación. La Suda nombra a "Anagora" como nativa de Mileto, una importante ciudad griega de Jonia. 
El amor expresado por Safo hacia Anactoria es uno de los pocos ejemplos de lesbianismo que ha sobrevivido en la literatura premoderna.

## Recepción

### En la literatura clásica
Anactoria prácticamente no está atestiguada en fuentes antiguas fuera de las obras de Safo. Se la menciona en un poema atribuido tradicionalmente  al poeta romano Ovidio; el decimoquinto de sus Heroidas. El poema es una carta de Safo a su amante masculino Faón, en la que Safo afirma que su amor por Faón ha hecho que sus antiguas amantes femeninas, incluida Anactoria, le parezcan inútiles. El retórico Máximo de Tiro comparó la relación entre Safo y Anactoria con la del filósofo Sócrates y sus acólitos masculinos como Alcibíades. Tanto Máximo de Tiro como la Suda mencionan a Anactoria como la alumna favorita de Safo.